# 薛居敬
薛居敬（?—?），元朝大臣，元仁宗时中书参知政事。
元武宗时，薛居敬担任太子家令。至大四年（1311年），元武宗驾崩，元仁宗即位，薛居敬担任侍御史。皇庆二年（1313年）八月庚午，拜为中书省参知政事。